# Rusli Hamsjin
Rusli Hamsjin (nascido em 29 de junho de 1938) é um ex-ciclista olímpico indonésio. Representou sua nação em dois eventos nos Jogos Olímpicos de Verão de 1960.